# Kimberly Elise
Kimberly Elise Trammel, född 17 april 1967 i Minneapolis, Minnesota, är en amerikansk skådespelare.

## Filmografi (urval)
- 1996 – Set It Off
- 1997 – The Ditchdiggers Daughters
- 1998 – Älskade
- 2000 – The Loretta Claibourne Story
- 2002 – John Q
- 2004 – The Manchurian Candidate
- 2011 – For Colored Girls Who Have Considered Suicide When the Rainbow Is Enuf
- 2012 – Hannah's Law
- 2015 – Dope
- 2016 – Confirmation
- 2016 – Almost Christmas